# Europees topschutter van het seizoen 2005/06
De titel Europees topschutter van het seizoen 2005/2006, ook wel bekend als de Gouden Schoen, werd gewonnen door de Italiaan Luca Toni.
Sinds het seizoen 1996/97 gaat de prijs niet meer automatisch naar de speler met de meeste doelpunten. De verschillende competities worden ingedeeld volgens de UEFA-coëfficiënten. De 5 sterkste competities hebben vermenigvuldigingsfactor 2. Competities 6 t/m 22 factor 1,5 en de rest heeft factor 1. Daardoor kan het gebeuren dat een speler uit een zwakkere competitie meer doelpunten heeft gescoord dan de winnaar van de Gouden Schoen.

## Eindstand 2005/2006
| Plaats | Speler               | Goals | Waarde | Punten | Club                     |
| ------ | -------------------- | ----- | ------ | ------ | ------------------------ |
| 1      | Luca Toni            | 31    | x2     | 62     | ACF Fiorentina           |
| 2      | Thierry Henry        | 27    | x2     | 54     | Arsenal FC               |
| 3      | Samuel Eto'o         | 26    | x2     | 52     | FC Barcelona             |
| 4      | David Villa          | 25    | x2     | 50     | Valencia CF              |
|        | Miroslav Klose       | 25    | x2     | 50     | SV Werder Bremen         |
| 6      | Klaas-Jan Huntelaar  | 33    | x1,5   | 49,5   | sc Heerenveen/Ajax       |
| 7      | Kris Boyd            | 32    | x1,5   | 48     | Kilmarnock FC/Rangers FC |
| 8      | David Trezeguet      | 23    | x2     | 46     | Juventus                 |
| 9      | David Suazo          | 22    | x2     | 44     | Cagliari Calcio          |
| 10     | Dimitar Berbatov     | 21    | x2     | 42     | Bayer 04 Leverkusen      |
|        | Pauleta              | 21    | x2     | 42     | Paris Saint-Germain      |
|        | Ruud van Nistelrooij | 21    | x2     | 42     | Manchester United FC     |
| 13     | Tarmo Neemelo        | 41    | x1     | 41     | FC TVMK Tallinn          |
| 14     | Halil Altıntop       | 20    | x2     | 40     | 1. FC Kaiserslautern     |
| 15     | Francesco Tavano     | 19    | x2     | 38     | Empoli FC                |
|        | Cristiano Lucarelli  | 19    | x2     | 38     | Livorno Calcio           |
|        | Andrij Sjevtsjenko   | 19    | x2     | 38     | AC Milan                 |
| 18     | Gökhan Ünal          | 25    | x1,5   | 37,5   | Kayserispor              |
| 19     | Darren Bent          | 18    | x2     | 36     | Charlton Athletic FC     |
| 20     | Roy Makaay           | 17    | x2     | 34     | FC Bayern München        |

1968/69 ·
1969/70 ·
1970/71 ·
1971/72 ·
1972/73 ·
1973/74 ·
1974/75 ·
1975/76 ·
1976/77 ·
1977/78 ·
1978/79 ·
1979/80 ·
1980/81 ·
1981/82 ·
1982/83 ·
1983/84 ·
1984/85 ·
1985/86 ·
1986/87 ·
1987/88 ·
1988/89 ·
1989/90 ·
1990/91 ·
1991/92 ·
1992/93 ·
1993/94 ·
1994/95 ·
1995/96 ·
1996/97 ·
1997/98 ·
1998/99 ·
1999/00 ·
2000/01 ·
2001/02 ·
2002/03 ·
2003/04 ·
2004/05 ·
2005/06 ·
2006/07 ·
2007/08 ·
2008/09 ·
2009/10 ·
2010/11 ·
2011/12 ·
2012/13 ·
2013/14 ·
2014/15 ·
2015/16 ·
2016/17 ·
2017/18 ·
2018/19